# A gőzház
A gőzház (La Maison à vapeur) Jules Verne 1880-ban írt regénye, mely Indiába viszi az olvasót, amikor még brit gyarmat volt. A történet egy különös utazást beszél el, amely Kalkuttából indul. Ennek során számos indiai város korabeli leírását olvashatjuk, megismerhetjük a bejárt táj flóráját és faunáját. Tanúi lehetünk számos vadászatnak – a tigris-vadászat a könyvön végighúzódó szál –, illetve vadbefogásnak.
A másik szálat a szipojlázadás néven ismert felkelés leverése utáni időszak adja. Valódi történelmi szereplők is feltűnnek, és bár a regényben fiktív történet részesei, ábrázolásuk megfelel a mai ismereteknek.
Verne könyve a kor szellemének megfelelően ábrázolja az európaiak, elsősorban angolok, felsőbbrendűségi hozzáállását, legyen szó akár az indiaiakkal történő érintkezésről, akár vadállatok vadászatáról. A történelmi eseményeket illetően Verne az angolok oldalán áll, ám nem hallgatja el az angolok megtorlásait, bűneit sem, noha azokat nem ítéli el.

## Történet
A Kalkuttában a felkelésben lemészárolt feleségét gyászoló angol gyarmati tiszt, Munro ezredes barátaival – Maucler úr, Banks vasút építő mérnök, Hod kapitány és Mac-Neil – kalandos útra indul. A címbeli gőzház valójában egy óriási gép, amely elefánt formájú, de méreteiben jóval nagyobb a valódi állatnál. Ez a gép két lakókocsit húz, amelyben hőseink utaznak.
Kalkuttából indulva a Gangesz folyó mentén haladnak, majd Allahabadnál északra fordulva a Himalája lábaihoz jutnak. Az út során az urak vadásznak, kirándulnak. A történelem kedvelői számos város akkori leírását olvashatják, de természetesen szó esik a tájról és különösen a vadállatokról. A vadonban találkoznak Van Guitt állatbefogóval.
A történet másik szála Aurungabad városába viszi az olvasót. Itt ismerjük meg a levert szipojlázadás egyik hősét, Dandu-Pant nábobot, más néven Nána Sahibot, aki bajtársaival volt országában bujkál, mert az angolok vérdíjat tűztek ki fejére. Amikor Sahib megtudja, hogy Munroe utazásra adta a fejét, egyik hű emberét, Kaligánit bízza meg, hogy az ezredest olyan helyre csalja, ahol bosszút állhat rajta.
Kalagáni Van Guittnál szolgál és sikerrel csatlakozik Munroe karavánjához. Némi szerencsével, némi fondorlattal Sahib tábora felé tereli az utazókat. Munroe-t el is fogja Sahib, ám a kivégzés előtt feltűnik egy bomlott elméjű lány, aki megmenti az ezredest. A szabadítást észreveszik, és az üldözés során Munroe barátai karjába fut. Együtt menekülve próbálják lerázni a Sahib vezette üldözőiket.
A könyv, Verne szokásai szerint boldogsággal és örömteli meglepetéssel zárul.
|  | Alább a cselekmény részletei következnek! |

### Első rész
Az alábbi részletezés Szász Károly csonkított szövegű fordításának fejezetbeosztását követi. Az eredeti regény első része 16 fejezetből áll.

#### 1. fejezet: Akinek díj van kitűzve a fejére
1867-ben Aurungabad városában bujkál a város volt ura, Dandu Pant nábob, más néven Nána Sahib. A szipoj-lázadás (1857) egyik vezetőjeként fejére vérdíjat tűztek ki. Egy erről szóló hirdetmény előtt egy hindu azzal dicsekszik, hogy ő személyesen is ismeri Sahibot, így ha látja, könnyen fel fogja adni. Rossz ötlet volt ezt hangoztatni, Sahib követi, majd elvágja a torkát. Miután a város kapuit már éjszakára bezárták, a falakon átmászva távozik, az őrök lőnek utána, de nem találják el.

#### 2. fejezet: Munro ezredesnél
Megismerjük a szereplőket, akik Munro nyugalmazott ezredes kalkuttai barátai. Maucler úr a történet elbeszélője az utolsó fejezetekig. Banks az Indiát kelet-nyugat irányban átszelő vasút építésére érkezett Indiába. Az első karabélyos zászlóaljnál szolgáló Hod kapitányt egyedül a nagyvad vadászat hozza izgalomba. Munro a szipojlázadásban elvesztett ifjú feleségét gyászolja, háztartását Mac-Neil irányítja, akivel együtt szolgált. Mac-Neil szintén leszerelt őrmesteri rangból.
Egy heves beszélgetés végeként Banks vállalja, hogy megépíti a Gőzházat – amelynek elefánt formája lesz –, amely képes két hatalmas kocsi vontatására, hogy ezzel szeljék át a szubkontinenst.

#### 3. fejezet: A szipojok lázadása
Ez a fejezet a szipojlázadás történetének leírása. Verne európai szemmel, a kornak megfelelő mértékű elfogultsággal áll az angolok mellé, de nem hallgatja el azok – mai szemmel háborús bűnnek számító – cselekedeteit sem.

#### 4. fejezet: A lázadás elnyomása
A történelmi lecke folytatása.

#### 5. fejezet: Az ellorai szikla-üregekben
Nána Sahib csatlakozik az ellorai szikla-üregekben rejtőzködő társaihoz.

#### 6. fejezet: A két testvér
Nána Sahib testvérével, Balao-Rao-val beszélget további terveikről. Az új felkelés mellett tervezik a gyűlölt angol parancsnokok meggyilkolását is. Sahib listáját Munro ezredes vezeti, mert őse, Sir Hektor Munro az 1760-as szipoj lázadás leverése után 28 vezetőt végzett ki úgy, hogy ágyú elé köttette őket, majd elsüttette az ágyút. Ennek a kivégzési módnak Munro volt a kitalálója. És ahogy Verne is említi a könyv több fejezetében, a két oldal ezt követően rendszeresen alkalmazta.
A két testvér hű szolgájukkal, Kalagáni kíséretében tovább utazik.

#### 7. fejezet: Az acél-óriás
Banks szavát tartja, elkészül a gőz-elefánt. A hat méter magas, kilenc méter hosszú fémház gőzgépet rejt, melynek kéménye az elefánt feltartott ormánya. Pontosabban az elefánt már készen állt, mert azt még a butkáni rádzsa rendele meg, de nem érte meg elkészültét. Szakszerű leírását kapjuk a gőzgép működésének, mely 59KW (80LE) átlag teljesítményre képes, a csúcs 110KW (150LE).
Az első kocsi hat méter széles, tizenöt méter hosszú, a keréktáv öt méter. Nagy méretű veranda, szalon, ebédlő, négy kis hálószoba (Munro, Banks, Hod és az elbeszélő Maucler) tagolja a kocsit.
A második kocsi szintén hat méter széles, de csak tizenkét méter hosszú. Elején és végén veranda, konyha, két éléskamra és négy kis szoba (Mac-Neil, Storr, Kalut, Gumi, Fox és Parazard) található ezen a kocsin. A minden luxussal ellátott szerelvényen még Carre-féle hűtő eszköz is volt.

#### 8. fejezet: Az indulás
Május 6. A kalkuttai indulás nagy tömeget vonz. Útirány: Kalkutta, Csandernagor, Burdvan, Mursedabád, Ramgur, Csattra, Gája, Sasseram, Arrah, Dinapore, Béhár és Benares.

#### 9. fejezet: Az első úti élmények
MIközben a tájban gyönyörködnek és Verne felmondja a Csandernagor és Burdvan nevezetességeit, megérkeznek az utóbbi városba.

#### 10. fejezet: A cél felé
Továbbra is eseménytelen úton feltűnik, hogy Munro ezredes csak a kötelező társasági elvárásokat teljesíti, legszívesebben magányosan ül a verandán vagy a szobájában tartózkodik.

#### 11. fejezet: A Falgu-parti zarándokok
Visnu templomát látogató hívők között halad a Gőzház. A nap lebukásakor a hívők a folyóba vetik magukat. Amikor másnap tovább indulnának, a zarándokok körbeveszik a gőz-elefántot, új imádságuk tárgyát. Nagy nehezen, forró gőzt fújva feléjük, sikerül az úton térdelők közt kivágni magukat.

#### 12. fejezet: A Ganges partján fel Benareszig
Kiderül, hogy nem csak úton, de folyón átúsztatásra is alkalmas a karaván, a gőz-elefánt áttempóz a Gangesz egyik mellékfolyóján. Az utazók elérik Benarest. Május 23. Mivel a város a folyó túlpartján terül el, ezért csónakkal látogatnak át. Munro nem tart velük.
„De a Ganges ágya, hömpölygése, még nagyobbszerű mint a Dunáé: örvénytölcsérei, viharai borzasztóbbak, kígyózása hatalmasabb: ő is nyugatról keletnek ömlik; de nem középszerű hegyek közt, minők a Duna forrásait s folyását őrzik, hanem a földgömb legóriásibb havasából, a tibeti Himalájából táplálkozik.“

#### 13. fejezet: Séta Benareszben
Miközben pazar leírását kapjuk a városnak, Maucler úgy véli, hogy egy hindu követi őket, de vélelme nem nyer bizonyságot.

#### 14. fejezet: Allahabad
Ismét Munro nélkül nézik meg az akkori India egyik legfontosabb városát.

#### 15. fejezet: Egy hirdetmény
Amíg a többiek Allahabadban jártak, Munro rövid sétát tett és meglátta annak a hirdetménynek a párját, amelyről az első fejezetben olvashattunk. Ebben tűztek ki vérdíjat Nána Sahib fejére. Munro otthagyná a társaságot, hogy Sahib nyomába vesse magát. Ám egy újsághírből kiderül, hogy Nána Sahib egy összecsapásban pár hete életét vesztette. Bal kezén egy hiányzó ujja igazolta személyazonosságát.
Bár próbálják lebeszélni erről, de Munro kérésére Cawnpore felé veszik. Ez az a város, ahol Munro feleségét legyilkolták a lázadók

#### 16. fejezet: Gyászos emlékek
Cawnpore történelmének megismerése után részletesen megtudjuk, hogy ragadt a szipojok ostromlotta városban Munro felesége és felesége anyja. Amikor az angol csapatok ostromolni kezdték a várost, a szipojok az összes foglyot megölték és egy kútba dobták. A város bevételét követően a kút fölé sírt emelnek, ezért nem tudta Munro külön sírba temetni feleségét. Amúgy az angolok a város védőivel (szó szerint) lenyalatták a vért a kivégzés helyét adó épület faláról és padlójáról, majd kivégezték a veszteseket.

#### 17. fejezet: Via dolorosa
Munro tántoríthatatlanul végigjárja felesége utolsó napjai szenvedésének és kivégzésének helyszíneit.

#### 18. fejezet: Észak felé
Lucknow felé indulnak, Biswa felé haladnak. Ez már nagy vad terület, ám hőseinknek nincs szerencséje.

#### 19. fejezet: A szél fordulása
A fojtogató kánikula hatalmas viharba torkol, az időjárásról jó angolok módjára elbeszélget a vadászatra vágyó társaság, majd Hod társával beveti magát a banánfa-rengetegbe.

#### 20. fejezet: A vihar
Kitör a vihar, ám a gőz-elefántban és a kocsikban még az egyre sűrűbben lesújtó villámok sem tesznek kárt. Munro és Banks erősen aggódnak Hod kapitányért és társáért. Ám amikor tőlük alig száz méterre a villám felgyújtja az erdőt, menekülni kényszerülnek.

#### 21. fejezet: Az égő erdőben
Munro az utolsó utáni percig halogatja az indulási parancs kiadását, ha elmennek, Hodéknak nem lesz esélyük a menekülésre. A gőzgép füty jelekkel segíti a vadászoknak megtalálását. És azok az utolsó percben fel is bukkannak, bár a szolga Gumit úgy cipelik, eszméletlen. Villám csapott a kezében tartott puskába.

#### 22. fejezet: A menekülés
A gőzház versenyt fut a tűz terjedésével. Rohannak az éjszakába. A tűz elől menekülő nagyvadak igyekeznek felugrani a szerelvényre, Hod a sikertelen vadászat után most úgy érzi, a természet kibabrált vele: akkor nem láttak egyetlen vadat sem, most meg, amikor nem lenne fair lőni, tucatjával tűnnek fel. Megmenekülnek.

#### 23. fejezet: Egy eltévesztett lövés
Kipihenve a tűz elől való menekülés izgalmát, csendes utazásba, sikeres antilop-vadászattal folytatódik az út. A fém elefántra egy csita támad, Fox gálánsan átengedi Mauclernek az első lövést, aki csak megsebzi, majd Hod is elhibázza. Így Fox és Hod továbbra sem éri el a kitűzött 38., illetve 40. tigrist. Azzal vigasztalják magukat, hogy a csíta csíta, nem tigris. A sikertelenség oka, hogy Fox sörétes töltényt rakott a fegyverbe, amivel lőttek, jutalma két nap szobafogság.

#### 24. fejezet: Hod kapitány hőstettei.
Ismét vadászni indul Hod és Maucer Gumi kíséretében. Már leszáll az éj, amikor Maucer végre lő egy nagy fehér madarat. Gumi világosítja fel őket, hogy a lelőtt vad fehér páva szent állat India területén, így a lelövése kétes siker. E szerény zsákmánynak tartanak hazafele, amikor észrevesznek egy tigrist, egy emberevő fehér tigrist. Bajban vannak, mert vadászatra indulván söréttel töltötték meg a fegyvereket. Mivel a tigris lassan közelít, három lépés távolságból Hod rálő és meglepve tapasztalja, hogy a tigris meghal. Hod fegyverében robbanó golyós töltet volt, nem sörét. Fox újabb két napos szobafogságot kap fenyítésképp, és egy arany guinét az életmentésért.

#### 25. fejezet: A rádzsa kísérete
A következő nap a karaván egy szerájban áll meg, ahol Guru-Szing herceg is megszáll ötszáz fős kiséretével. Verne részletesen bemutatja a kíséretet.

#### 26. fejezet: Három egy ellen
Az előző napon a herceg nem mutatott érdeklődést a gőzház iránt, ám akkor, amikor Munro és társai indulni készültek, megszemléli a karavánt. Banks kiáll a gőzelefánt ereje mellett, a herceg kételkedik, fogadást ajánl. Jelentős összegben fogad a herceg Munroval, hogy a gőzelefánt, vagy a herceg három elefántja az erősebb, kötélhúzással döntenek.
Bár a három elefánt egy fél lépésre kényszerítik a gőz-elefántot, de Banks maximális erőkifejtésre kapcsolja szerkezetét és elvonszolja a herceg három elefántját. Munro a nyereményt visszautasítja.

#### 27. fejezet: A tanditi pál
Nána Sahib, bátyja Balao-Rao és hű szolgájuk, Kalagáni és észak felé tart, egy tanyán húzzák meg magukat, amely környéke angol ellenes, ritkán lakott, jellegtelen. Az egyetlen érdekesség egy tébolyult nő, aki jó pár éve bolyong a környéken, de a légynek sem árt. Éjszakánként tűnik fel, kezében egy meggyújtott ággal, ezért Bolygó-tűznek nevezik a körényéken.

#### 28. fejezet: A «Bolygó-tűz»
Sahib egy hónapon át rejtőzik a tanyán, ezalatt a hatóságok nyomtá vesztik, illetve úgy vélik, elesett egy csatában. Ezért bátran útra kel, Indor, Bundelkund, Szuari, Bilsza, Rajpur városokon át Sangorba, majd Bopálba. Itt megtudja, hogy Munro úton van Kalkuttából Bombaybe, jelenleg Benareszben vadászik. Sahib megbízza Kalaganit, hogy valamilyen ürüggyel csatlakozzon Munro csapatához és azt vezesse Nerbudda völgyéhez.
Miközben a két testvér visszatérne a tanyára, rajtuk ütnek az angolok. A támadás során Sahib elesik, olyanok azonosítják a holttestet, akik személyesen ismerték.
Az összecsapás helyszínén feltűnik Bolygó-tűz is. Úgy tűnik, mintha nem hinné, hogy a halott Sahib lenne.

### Második rész

#### 1. fejezet: A mi sanitariumunk
Az indiai hőség elől a hegyekbe menekülők házait, palotáit hívják sanitariumnak. A hegyek a Himaláját jelenti, Verne korában a legmagasabb csúcsok meghódíthatatlanságát a levegő ritkaságában látták. A pazar természeti leírás végén az egyik hegyoldalban ver tanyát a karaván.

#### 2. fejezet: Van Guitt Mátyás úr
Hod kapitány vezetésével vadászatra indulnak. Megismerkednek Van Guitt Mátyás úrral, aki vad-befogó és szállító, és épp egyik csapdájának fogjává vált. Kiszabadítása után egy csörgő-kígyó támad Munro ezredesre, de szerencsére Van Guitt egyik bennszülött szolgája lecsapja a kígyó fejét. A hindu neve Kalagáni.

#### 3. fejezet: A král
Králnak nevezik a vadbefogó táborát, ide invitálja meg Van Guitt a vadászokat. Megismerjük a král felépítését és a vadbefogás rejtelmeit.

#### 4. fejezet: Egy kis természetrajz
Áttekintést kapunk a vadállatok keresletéről és a befogó szakma rejtelmeiről. Némi vita alakul ki a vadászat, befogás és a természetes lét értelméről.

#### 5. fejezet: Tigris-vadászat
Amikor az időjárás engedi Hod kapitány vezetésével folytatódnak a vadászatok, Hod lassan halad az ötvenedik tigrise felé. Az egyik tigrist Hod és Fox golyója egyszerre teríti le. A vadászatokra Van Guitt is velük tart, hátha sikerül egy sérült vadat befogni. Nem sikerül, egy tigris majdnem őt fogja be, de Hod időben lő.

#### 6. fejezet: A Tarjáni királynéja
Van Guitt pár szolga, köztük Kalagáni, társaságában a gőzház karaván vendége. Terepen ismét konfliktusba kerül Hoddal, aki épp egy csapdába tartó tigrist lő le. Munro csak alkalmanként vesz részt a vadászatban, legtöbbször csak sétál az erdőben.
Egy közeli faluban embereket gyilkoló tigris nyomába vetik magukat, hosszú, több napos üldözés során egy barlangba szorítják vissza a tigrist. Égő gallyakat dobnak a barlangba kifüstölendő az állatot, amely kitör. De hiába lőnek rá, nem találják el. A tigris Hodra veti magát, de Kalagáni késsel ledöfi a vadállatot.
Munro elhagyja a csapatot, a nepáli határra utazik, hogy utána járjon Sahib halálának.

#### 7. fejezet: Van Guitt úr új fogásai
A vadbefogó szerencsés napokat él, folyamatosan gyarapodik gyűjteménye. Monro ezredesről semmi hír.

#### 8. fejezet: Az éjjeli támadás
A vadászok átlátogatnak Van Guitthoz, aki éjszakára is ott marasztalja őket. Az éjszaka közepén arra riadnak, hogy vadállatok támadják a krált. Ez persze a ketrecben tartott vadakat is feldühíti, teljes a káosz és a fejetlenség. Hod és Maucler egy ketrecben lel menedékre. Órákba telik, mire fegyverrel sikerül elzavarni a támadó vadakat. Hajnalra kiderül, hogy az állatok száma néhányuk szabadulása ellenére eggyel nőtt, így a vadbefogó készülhet Európába.

#### 9. fejezet: A kígyófészek
Munro visszatér, nem sikerült semmi új, megbízható hírt szereznie Sahibról vagy haláláról. Van Guitt megkéri Bankst, hogy a szállítmányát, hat kocsit, a gőzgéppel vontassák el, mert az éjszakai támadás során szinte mindegyik szekérvonó bivalyát elvesztette.
A gőzház indításakor derül ki, hogy az elefánt kéményébe kígyók fészkelték be magukat. A gőz és a hőség kiűzi őket.

#### 10. fejezet: Elbúcsúzunk Van Guitt úrtól
Filibit városán át levontatják a nyolc kocsissá nőtt karavánt. Bareillin és Etawáhin át érnek vissza Allahabadba. Van Guitt elbocsátja segítőig, Munroék viszont felfogadják az így szabaddá lett Kalagánit, aki számos szolgálatot tett nekik, megmentette Munro életét is.

#### 11. fejezet: A Kalagáni helyismerete
A további út tervezésébe Banks kikéri Kalagáni tanácsát. Kalagáni rákérdez, miért olyan utat terveznek, amely nem érinti a nagy városokat és kerüli a szipoj-lázadás – Kalagáni szavaival függetlenségi háború – területét. Kalagáni megismeri Munro történetét, de szemlátomást nem hajlandó elhinni, hogy Nána Sahib halott.
Áthaladnak Gvalior, Antri, Dutria és Janszi városokon. Találkoznak egy sok ezer állatot hajtó karavánnal, az egyik hajcsár Kalagáni régi ismerőse, el is beszélgetnek.

#### 12. fejezet: Átmenet a Betván
Egyik éjszaka kutyáik heves ugatására ébrednek. Azonnal puska után kapnak, de a sötétben lappangók sem az angol, sem a hindi nyelvű felszólításra nem válaszolnak és hamarosan el is tűnnek. Másnap, amikor készülnek átkelni Urcsa folyón, ismét hallják az éjszakai zajt. Több száz majom ront a karavánra, hogy arra felkapaszkodva átkeljen a folyón. 

#### 13. fejezet: Az elefántok
Elhaladnak két nagy elefánt mellett – ennek kapcsán betekintést kapunk az elefánt vadászat rejtelmeibe. A két elefánt a gőz-állat nyomába szegődik, hamarosan egyre több elefánt csatlakozik hozzájuk. Az utazók a hátsó kocsi verandájáról csodálják a hatvan főre szaporodó követő elefánt-csordát, bár a sebesség fokozásával igyekeznek őket lerázni.

#### 14. fejezet: Százan egy ellen
Sötétedésre már száznál is több állat üget a karaván nyomában. Igyekeznek olyan helyet keresni, ahol az állatok elhaladhatnak mellettük. Ám az elefántok váratlanul ellenségessé válnak. A karavánnak muszáj éjszakára megállni, de az elefántok nem támadják meg őket, csak körbeveszik.
Kalagáni javaslatára a közei Puturia tó felé tartanak, hogy úszva leszakítsák a csordát. Az elefántok nem tágítanak. A tó felé vezető út szűkül, mielőtt az utazók elérnék a tavat, az elefántok támadnak, fegyverrel kell utat vágni maguknak. Ugyan sikerül vízre szállni, de a második kocsit elvesztik.

#### 15. fejezet: A Puturia-tavon
A tavon próbálják összeszedni magukat. A második kocsival elvesztették élelmiszer készletük és minden fegyvert és töltényt, ami nem volt a kezükben. Ám ennél is nagyobb gond, hogy az elefántok elöli menekülés során szinte minden tüzelőanyagot elhasználtak, ami maradt, nem volt elég a tó túlsó partjának eléréséhez.
Kalagáni felajánlja, hogy kiúszik Dsubbulpór város felé, Munro váratlanul Gumit is vele küldi. Teszi ezt azért, mert úgy véli, Kalagáni rosszban sántikál.

#### 16. fejezet: Az orvtámadás
A tavon sodródás közben vadállatok hangját hallják. Amikor felszáll a köd, látják, hogy a part csak kétszáz méter. Partra szállnak és nekilátnak tüzelő és egyéb készleteik feltöltésének. Amikor végeznek, indulnának, de vagy másfél száz hindu rájuk támad, felgyújtják a megmaradt kocsit, de az elefánttal nem bírnak. Mindannyian fogságba esnek. A támadók vezetője Kalagáni. Munrot elhurcolják. Az elbeszélő Maculer kézirata, amit eddig olvashattunk, itt végződik, a hátra levő részt Verne meséli tovább.

#### 17. fejezet: Visszapillantás
Az olvasó tudja, hogy Sahib bízta meg Kalagánit, hogy csellel csalja Munro csapatát területére. Kalagáni Van Gullithoz szegődött, és szerencséjére a gőzház arra vette útját, a többit már ismerjük. Kiderül, hogy Gumi életben van. Munrot hosszú mérföldeken át szállítják.

#### 18. fejezet: Szemtől szembe
Munro elfogatója Nána Sahib. Nem Nána Sahib halt meg, hanem bátrja, Balao-Rao. Sahib felsorolja, Munro melyik India nemest milyen módon öltek meg az angolok, beleértve a Munro keze által elesetteket, kivégzetteket, vagy kétszázötvenezer ember halálát. Sahib Munrot egy ágyú elé kötteti, amivel reggel tervezi kivégezni. Ezt a kivégzési módot Munro egyik felmenője alkalmazta először.

#### 19. fejezet: Az ágyú torka előtt
Munro végiggondolja az életét, próbál szabadulni, de rendesen kikötötték. Mint látomás tűnik fel a Bolygó-tűz néven ismert nő, akit a hinduk átengednek. A nő Munro előtt megállva Munro keresztnevét suttogja. Az ezredes a nőben felismeri szerelmét, feleségét. Lady Munro életben maradt a mészárlás alatt, és amikor másokkal együtt a kútba dobták, éjszaka sikerült kimásznia és elmenekülnie, de elméje elborult. A nő fáklyájával az ágyú elsütő része felé közeledik. Váratlanul elvágják Munroe köteleit, a megmentő Gumi.

#### 20. fejezet: Az acél-óriás
Gumi épp felkapná a Ladyt, amikor az elsüti az ágyút. Hárman menekülnek, Sahib egész tábora üldözi őket. Hatalmas kavarodásban Munro és Sahib farkasszemet néz és végszóra befut Hod kapitány és társai a gőz-elefánttal. Az angolok az elefánt hátán menekülnek a hindu üldözők elől magukkal cipelve az elfogott Nána Sahibot. Folyamatosan tüzelnek egymásra. Hod lelövi Kalagánit. Végső kétségbeesésükben Banks felrobbantja az elefántot, a robbanás előtt hinduk vetik magukat a gőzgépre, hogy megmentsék Sahibot.

#### 21. fejezet: Hod kapitány ötvenedik tigrise
Az ágyúlövés és a robbanás hangjára a közeli angol ezred emberei sietnek a menekülők segítségére, akik megmenekülnek. Lady Munro lassan visszanyeri emlékezetét. Hod és társai visszamennek az elefánt roncshoz, de nem tudják Sahib holttestét azonosítani. Hod ötvenedik tigrisnek betudja Kalagánit.
|  | Itt a vége a cselekmény részletezésének! |

## Nevesített szereplők
- Sir Edward Munro ezredes (47), a 93. skót ezred leszerelt parancsnoka, India Csillagával kitüntetve, Baronett
- Lady Munroe (25), Cawnpore-ban kútba dobják, eszét vesztve
- Maucler úr, a történet javának elbeszélője
- Banks vasút építő mérnök (45)
- Hod kapitány, első karabélyos zászlóalj, (30)
- Mac-Neil (45), leszerelt őrmester
- Storr, gépész (40)
- Kalut, fűtő
- Gumi, gurka származás, Munro inasa
- Fox közlegény, Hod legénye
- Monsieur Parazard, néger szakács, francia
- Guru-Szing herceg (35), a guzaráti független rádzsa fenséges fia, maga is rádzsa
- Bolygó-tűz, bolond nő
- Nána Sahib, más néven Dandu-Pant, valós történelmi szereplő, a Maratha Birodalom utolsó ura, peshwa-ja
- Balao-Rao, Nána Sahib bátyja
- Kalagáni, Nána Sahib szolgája
- Nasszim, dakoa-csapat vezére

## Magyar fordítások
- Szász Károly,[1] 1880 (Vasárnapi Ujság, folytatásokban)
- Szokolay Kornél,[2] 1881
- Rákosi Viktor,[3] 1881 (Szokolay Kornéllal együtt)
- Zempléni P. Gyula,[4] 1892
- Majtényi Zoltán ("Az Acél Elefánt" címmel), 2004